# SMS Mackensen
El SMS Mackensen era el cabeza de serie de su clase, compuesta por cuatro cruceros de batalla construidos por la Armada Imperial Alemana durante la Primera Guerra Mundial. Su construcción fue detenida antes del final de la guerra. Recibió su nombre en memoria al Mariscal de campo August von Mackensen.

## Diseño y construcción

Dibujo lineal de la clase Mackensen.

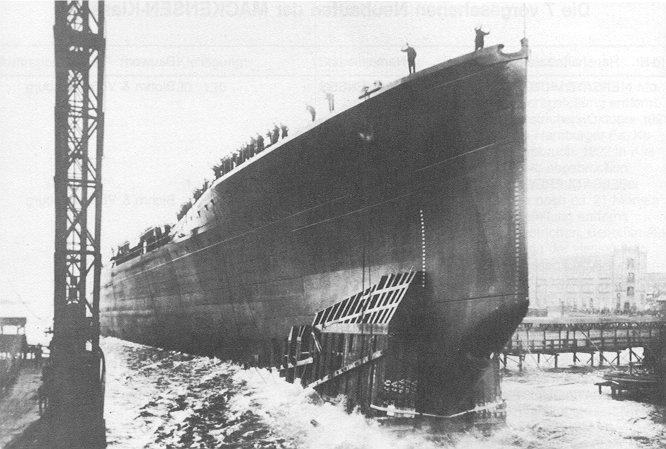
El Mackensen durante su botadura el 17 de abril de 1917.

El SMS Mackensen fue ordenado aún en tiempo de paz. Aunque inicialmente se diseñó con cañones de 380 mm, finalmente se construyó con cañones de 350 mm para rebajar su desplazamiento. No obstante, cuando en Alemania se supo que los cruceros de batalla ingleses se estaban construyendo con cañones de 380 mm (HMS Renown y HMS Repulse), el diseño de los tres últimos buques de la clase se realizó con cañones de 380 mm, y se conocieron como Ersatz Yorck.
El SMS Mackensen fue puesto en grada el 30 de enero de 1915 en los astilleros Blohm & Voss de Hamburgo. Medía 223 metros de eslora, con una manga de 30,4 metros y un calado de 9,30 metros para un desplazamiento de 35 300 toneladas. Fue botado el 21 de abril de 1917.

## Destino
La guerra finalizó antes de que se terminase el buque. Los trabajos se habían parado 14 meses antes. Fue desguazado poco después de finalizar la guerra, entre 1921 y 1923. 